# Kassiópi
Kassiópi är en liten hamnstad på den nordöstra delen av den grekiska ön Korfu vid foten av berget Pantokrator, cirka 35 kilometer från staden Korfu.

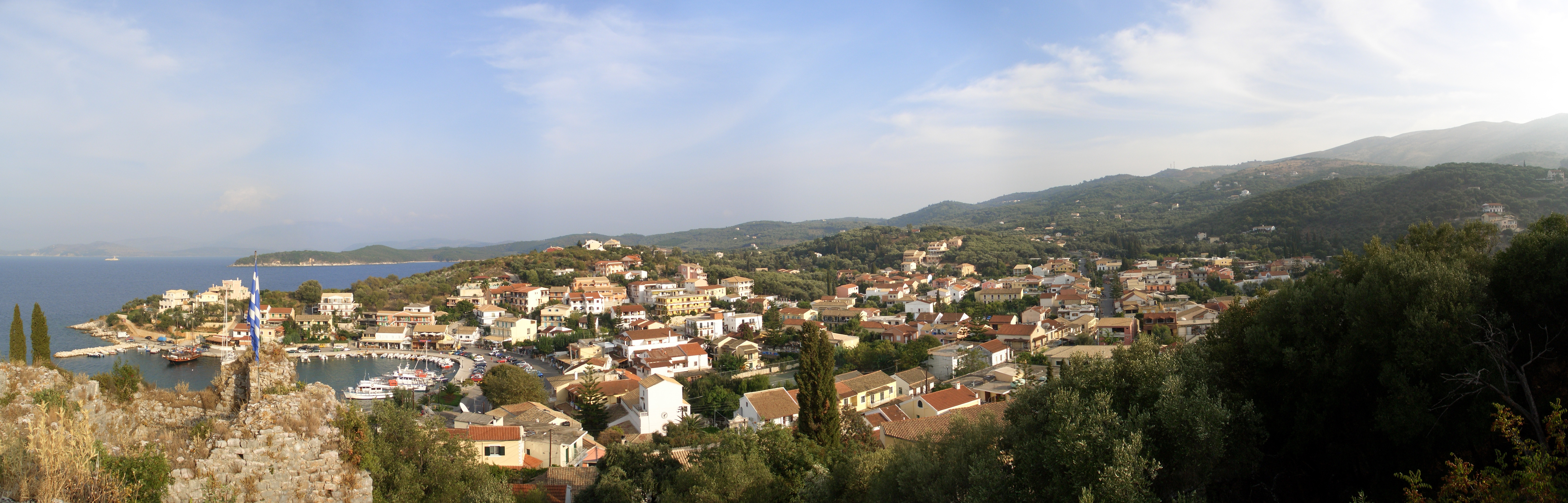
Vy från kastellet